# Last Christmas (film 2016)
Last Christmas è un film del 2016 scritto e diretto da Christiano Pahler. Si tratta di una commedia italiana che combina elementi di umorismo nero e situazioni grottesche.

## Trama
La famiglia Mular vive a Serramanna, un piccolo paese della Sardegna. La mattina della vigilia di Natale, la madre Anna Maria muore improvvisamente. Antonio, il figlio maggiore, torna a casa dopo anni di lontananza per il funerale, ma viene accolto con freddezza dal fratello Francesco, che non gli perdona di aver abbandonato la famiglia. Il padre Alfredo, di origini italo-tedesche, è confuso e sconvolto dalla perdita della moglie.
I due fratelli, insieme al padre, si trovano ad affrontare una serie di avventure rocambolesche nel tentativo di dare una degna sepoltura alla madre. Si scontrano con l'inerzia della burocrazia locale: impiegati comunali assenti, cimiteri chiusi per le festività, parroci irreperibili e altri ostacoli paradossali. Tra situazioni comiche e momenti di tensione, la famiglia Mular cerca disperatamente di superare le difficoltà, ritrovando nel frattempo un legame familiare ormai perduto.

## Produzione
Il film è stato girato in 17 giorni con un budget limitato, sostenuto dal Fondo Ospitalità della Sardegna Film Commission. La scelta di utilizzare sia il bianco e nero che il colore è un omaggio al cinema indipendente degli anni '80. Nonostante le risorse modeste, la pellicola affronta temi come il lutto e la burocrazia italiana con ironia e toni grotteschi, divertendo e facendo riflettere allo stesso tempo. Il cast è composto prevalentemente da attori emergenti.

## Riconoscimenti
- 2017 - Movie Planet Film Festival di Milano
  - Vincitore come miglior film
- 2017 - Jagran Film Festival (India)
  - Selezione ufficiale
- 2017 - Festival del cinema italiano di Villerupt (Francia)[4]
  - Partecipazione
- 2017 - Premio Verdone Film Festival
  - Finalista
- 2017 - Alexandria International Film Festival (Egitto)[5]
  - Premio speciale della giuria